# Johan Brösel
Johan Brösel (Brüssel), född 1738, död 1 oktober 1802, var en svensk tjänsteman, kanslist vid Kungl. Maj:ts kansli och vid civilexpeditionen. Brösel var medlem (cembalist) i Utile Dulci och invaldes som ledamot nr 65 av Kungliga Musikaliska Akademien den 25 november 1774.
Patrick Alströmer nämner att Brösel (Brüssel) var verksam som cembalist i Göteborgs musikliv.